# روبرت روزين
روبرت روزين (بالإنجليزية: Robert Rosen)‏ هو كاتب أمريكي، ولد في 27 يوليو 1952 في بروكلين في الولايات المتحدة.